# タラレバ 〜as in What if stories〜
『タラレバ 〜as in What if stories〜』は、2016年5月27日にAriesから発売された18禁恋愛アドベンチャーゲーム。霊能力を持つ主人公がタイムスリップして学園生活をやり直す物語である。

## あらすじ
ある日、バイト中の主人公の前に登場した謎の少女ティアによって8年前に戻った主人公は学園生活をやり直すことになる。

## 登場人物

### 主人公
黛 彼方 （まゆずみ かなた）
中途半端な霊能力を持つだけでコンビニで働く普通の男性だが、秘めた霊能力が引き出される。

### メインヒロイン
宮前・ハインリッヒ・小町 （みやまえ・―・こまち）
声：桃井穂美
身長：155cm B88/ W58/ H86
主人公の両親と交流があったので同居する特殊能力を持つハーフの転校生。
路村 ゆずこ （みちむら ゆずこ）
声：萌花ちょこ
身長：155cm B83/ W53/ H80
主人公の幼馴染で同居生活を送っている。
大山 莉璃 （おおやま りり）
声：秋野花
身長：163cm 体型 : ぼん、きゅ、ぼん
美貌とカリスマ性を兼ね揃えた生徒会長でありオカルト研究部の部長でもある。
ティア
声：shizuku
身長：ひくい 体型：ぺったんこ
主人公を8年前の過去へタイムスリップさせた幼い容姿の謎の少女。

### メインキャラクターの関係者
久地 ひなた （くじ ひなた）
声:星鹿りえ
身長：165cm スリーサイズ：非公開
主人公の友人でクラスメイトの男の娘。
矢野口 ありえ （やのくち ありえ）
声:雪村とあ
身長：146cm バスト：手のひらサイズ
主人公たちのクラスメイトで、方向音痴でありゆずこの親友。
ママさん
声:杉原茉莉
年齢不詳の女性でスナックの経営をしているありえの母親。
テンチョ
声:小次郎
主人公がバイトをしているコンビニの店長でありえの父親。

## 製作スタッフ
- 原画・キャラクターデザイン - 戌角柾、鷹乃ゆき
- シナリオ - 沙万由馬、芳井一
- 音楽 - project lights

## 反響
萌えゲーアワード2016年5月発売タイトルで5位だった。